# Alfred Mentore
Alfred Mentore est une personnalité politique du Guyana. Il est maire de Georgetown depuis 2023.

## Biographie
Durant sa jeunesse, il joue au cricket.
Le 6 juillet 2023, il est élu maire de Georgetown. 
Par la suite, il s'oppose au gouvernement du Guyana, lui reprochant de favoriser les entreprises étrangères, notamment dans le secteur de l'énergie, en leur accordant des exemptions fiscales.